# 1471
Cette page concerne l'année 1471  du calendrier julien.
L'année 1471 est une année commune qui commence un mardi.

## Événements
- 1er janvier[1] : passage de l'équateur. João de Santarém et Pedro de Escobar débarquent sur une île qu’ils appellent « do anno bon » (de la bonne année) et qui conservera le nom d’Annobón[2].
- 17 janvier : découverte de Principe[2].
- 19 janvier : prise de Mina (Guinée)[3].
- 22 mars : chute du royaume de Champā, conquis par le Dai Viêt (ancêtre du Viêt Nam). Les Vietnamiens agrandissent leur territoire par le sud. La capitale Vijaya est prise, 40 000 hommes sont tués, 30 000 capturés et le royaume est réduit à la petite enclave de Nha Trang[4].
- 24 août : prise d'Arzila, au Maroc, par les Portugais[5].
- 29 août : prise de Tanger[6].
- Dans la chronologie de John Rowe, annexion de la région de Quito à l’empire inca.
- Dans la chronologie de John Rowe, début du règne de l'empereur Topa Inca ou Tupac Yupanqui qui étend l'empire inca vers le sud, au Chili jusqu'au fleuve Maule, au nord de l'Argentine (fin en 1493)[7].
- Des musulmans de l’Adal, Danakil et Somali, menés par des imâms, lancent une véritable guerre sainte contre l’Éthiopie. Ils sont vaincus dans un premier temps[8].

### Europe
- 7 mars : victoire d'Étienne de Moldavie sur Radu III le Beau à Soci, en Valachie[9].
- 11 avril : déposition d'Henri VI d'Angleterre. Début du second règne d'Édouard IV d'Angleterre (fin en 1483)[10].

- 14 avril :
  - Ferrare est érigée en duché[11].

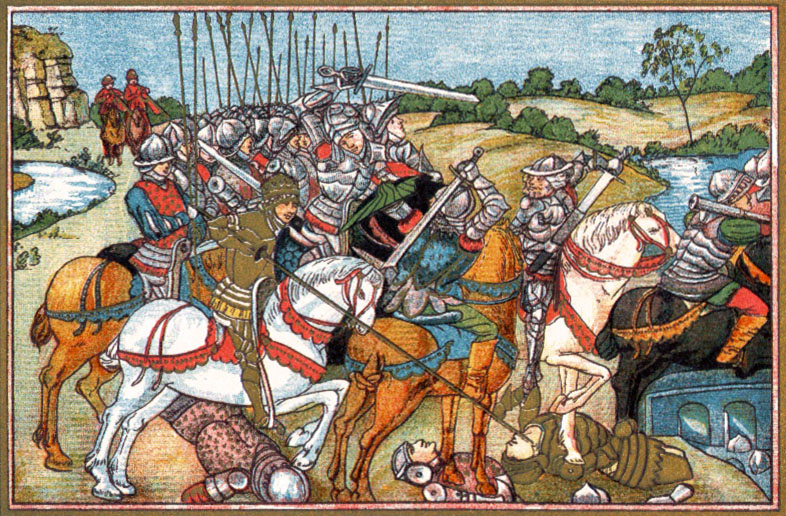
14 avril : bataille de Barnet

  - bataille de Barnet, entre les partisans d'Édouard IV et ceux d'Henri VI, au cours de laquelle meurt Richard Neville, 16e comte de Warwick, dit « le Faiseur de rois », qui avait replacé Henri VI sur le trône en octobre 1470[10].
- 1er mai : Sten Sture l'Ancien est reconnu régent de Suède par la diète d'Arboga[12].
- 4 mai, Angleterre, guerre des Deux-Roses : victoire des York sur les Lancastre à la bataille de Tewkesbury[10].
- 21 mai : assassinat d'Henri VI d'Angleterre[13].
- 27 mai : après la mort de Georges de Poděbrady, roi hussite de Bohême (22 mars), la diète de Bohême élit Vladislas IV de Bohême, fils du roi de Pologne Casimir IV Jagellon, couronné le 22 août. Une guerre s’ensuit avec Mathias Corvin, qui ne peut conserver que la Moravie et la Silésie (1471-1475)[14]. Casimir, un autre fils du roi de Pologne âgé de treize ans, est envoyé en Hongrie pour prendre la couronne offerte par les mécontents. Il renonce finalement à cause de l'intervention de Mathias et de l'opposition du pape Sixte IV[15].
- 24 juin : Édouard devient prince de Galles[16]. Création du Conseil des Marches[17] pour administrer le pays de Galles.
- 27 juin : François II de Bretagne épouse Marguerite de Foix à Clisson[18].
- 14 juillet : bataille de la Chelon[19]. Campagne d’Ivan III de Moscou contre Novgorod qui vient de s’allier avec Casimir IV de Pologne et de Lituanie. Vaincus sur le Chélon, Novgorod doit payer un énorme tribut. Le possadnik Boretski est exécuté et une partie des boyards est déportée.
- Juillet : Laurent de Médicis crée le Conseil Majeur à Florence[20].
- 9 août : élection de Francesco Della Rovere (1414-1484) au pontificat. Il prend le nom de Sixte IV, et règnera jusqu'à sa mort en 1484. Il utilise le népotisme, en attribuant à ses neveux des charges cardinalices ou politiques pour consolider son pouvoir[21].
- 10 août : traité d'alliance offensive et défensive entre Charles le Téméraire, duc de Bourgogne, et Ferdinand d'Aragon[22].
- 20 août[11] : Hercule Ier d'Este (1433-1505) devient duc de Ferrare, de Modène et de Reggio.
- 3 octobre : traité du Crotoy entre Louis XI et le duc Charles le Téméraire, qui confirme ceux d'Arras, de Conflans et de Péronne. Le roi promet de rendre Amiens et les villes de la Somme, mais ne ratifie pas le traité[23].
- 10 octobre : bataille de Brunkerberge. Perte du trône de Suède par Christian Ier, roi de Danemark, qui cherche à maintenir la Suède dans l’union de Kalmar. Il masse ses troupes devant Stockholm. Vaincu et gravement blessé à Brunkerberge contre Sten Sture l'Ancien et son cousin Nils Sture, il perd la Suède, rentre chez lui, puis part en pèlerinage à Rome[12].
- 14 octobre : une vague de nationalisme déferle sur la Suède. Dans les conseils des villes, on décide de ne plus admettre que des Suédois (ils étaient auparavant composés pour moitié d’Allemands). Sten Sture renforce son pouvoir en élargissant le domaine de la couronne aux dépens des fiefs concédés à des nobles et entre en conflit avec les membres du Conseil du royaume. Les Grands craignent pour leur indépendance. Certains d’entre eux, comme les Tott et les Axelsson, sont apanagés en Suède et au Danemark et sont partisans de l’Union.
- 16 octobre : Giuliano della Rovere, futur pape Jules II, est nommé évêque de Carpentras (France).
- Octobre : le roi René quitte l'Anjou définitivement pour ses terres de Provence[24].
- Automne[25] : chute du chancelier hongrois Jean Vitéz à la suite de la conspiration des barons contre Mathias Corvin[26]. Johann Beckenschlager lui succède. À partir de 1471, Mathias Corvin convoque rarement la Diète de Hongrie et écarte des charges de l’État les féodaux pour les remplacer par des bourgeois. Cette politique provoque l’opposition des barons et des nobles, qui se regroupent derrière la famille des Zapolyai, d’origine modeste, qui s’est élevée au rang des plus puissants barons[27].
- 1er novembre : traité de Saint-Omer. Alliance entre Charles le Téméraire, le roi Jean II d’Aragon et le roi Ferdinand de Sicile contre Louis XI de France[28].

- Alain d'Albret devient chef de la maison d'Albret (ou 1472)[29].

## Naissances en 1471
- 15 février : Pierre II de Médicis († 1503).
- 21 mai : Albrecht Dürer, peintre et graveur allemand († 6 avril 1528).
- 7 octobre : Frédéric Ier, roi du Danemark et de Norvège († 10 avril 1533).

## Décès en 1471
- 14 mars : Sir Thomas Malory, écrivain anglais, auteur de Le Morte Darthur œuvre rassemblant l'ensemble de la légende du roi Arthur.
- 22 mars : Georges de Podiebrady, roi de Bohême
- 21 mai : Henri VI, roi d'Angleterre
- 26 juillet : Paul II (Pietro Barbo), 211e Pape de l'Église catholique, après sept ans de pontificat. (° 23 février 1417[11].
- 20 août : Borso d'Este[11].
- 25 août : Thomas a Kempis (Thomas Haermmerleim ou Haermmerchen), religieux augustin au monastère du Mont-Sainte-Agnès, près de Zwolle (Pays-Bas actuels).
- 17 décembre : Isabelle de Portugal, duchesse de Bourgogne (°1397).

Date inconnue
- Pachacutec, empereur inca.